# Сивка (птах)
Сивка (Pluvialis) — рід навколоводних птахів родини Сивкові (Charadriidae). Містить 4 види.

## Поширення
Сивки розмножуються в арктичній тундрі на півночі Європи, Азії та Північної Америки. На зимівлю сивки мігрують на південь — у помірні регіони північної півкулі, а деякі види на південь Азії, Австралії та Південної Америки.

## Опис
Спина чорна з золотисто-жовтими або білими плямами. Кермові з поперечними темними смугами. Задній палець на ногах є тільки у морської сивки. Крила довгі, на вершині загострені. Дзьоб, ноги і райдужна оболонка очей темні. Хвіст короткий, прямозрізаний.

## Спосіб життя
Харчуються комахами, молюсками, іноді ягодами та насінням. У кладці зазвичай чотири яйця.

## Види
- Сивка звичайна (Pluvialis apricaria)
- Сивка бурокрила (Pluvialis fulva)
- Сивка американська (Pluvialis dominica)
- Сивка морська (Pluvialis squatarola)